# Відьмак (серія відеоігор)
Відьмак (англ. The Witcher) — серія фантастичних рольових ігор, що були розроблені компанією CD Projekt Red і виданих компанією CD Projekt. Вона є заснованою на однойменній серії книг польського письменника Анджея Сапковського, які виступають продовженням сюжету книг.
Основна серія розпочалася у 2007 році з виходом гри Відьмак, а завершилася виходом у 2015 році Відьмак 3: Дикий гін станом на 2020 рік серія налічує три основні самостійні ігри, два доповнення та шість спін-оффів. Серія отримала визнання критиків і є комерційно успішною, продавши понад 50 мільйонів копій по всьому світу до травня 2020 року.
У березні 2022 року було оголошено, що четверта частина франшизи знаходиться в ранній стадії розробки. Вона використовуватиме рушій Unreal Engine 5 замість REDengine, на якому працювали дві попередні гри, планується як початок нової трилогії серії.
У жовтні 2022 року було анонсовано ремейк гри The Witcher, який мав кодову назву «Canis Majoris». Під назвою The Witcher Remake він буде розроблятися з використанням рушія Unreal Engine 5, того ж рушія, який використовується для запланованої другої трилогії. Fool's Theory буде розробляти римейк під повним творчим наглядом співробітників серії The Witcher і CD Projekt Red.

## Ігровий процес
У серії відеоігор гравцеві доведеться керувати відьмаком Ґеральтом з Рівії, вправним мисливцем за чудовиськами.

## Ігри
| 2007 | Відьмак                                    |
| 2007 | The Witcher: Crimson Trail                 |
| 2008 |                                            |
| 2009 |                                            |
| 2010 |                                            |
| 2011 | Відьмак 2: Убивці королів                  |
| 2012 |                                            |
| 2013 |                                            |
| 2014 | The Witcher Adventure Game                 |
| 2015 | The Witcher Battle Arena                   |
| 2015 | Відьмак 3: Дикий гін                       |
| 2015 | The Witcher 3: Wild Hunt – Hearts of Stone |
| 2016 | The Witcher 3: Wild Hunt – Blood and Wine  |
| 2017 |                                            |
| 2018 | Gwent: The Witcher Card Game               |
| 2018 | Thronebreaker: The Witcher Tales           |
| 2019 |                                            |
| 2020 |                                            |
| 2021 | The Witcher: Monster Slayer                |
| 2022 | Gwent: Rogue Mage                          |

| Рік           | Назва                                 | Платформи                  | Платформи             | Платформи                   |
| Рік           | Назва                                 | Консоль                    | Комп'ютер             | Портативні                  |
| Головна серія | Головна серія                         | Головна серія              | Головна серія         | Головна серія               |
| ------------- | ------------------------------------- | -------------------------- | --------------------- | --------------------------- |
| 2007          | Відьмак                               | —                          | Windows, macOS        | —                           |
| 2011          | Відьмак 2: Убивці королів             | Xbox 360                   | Windows, macOS, Linux | —                           |
| 2015          | Відьмак 3: Дикий гін                  | Xbox One, PlayStation 4    | Windows               | Nintendo Switch             |
| TBA           | The Witcher: Remake                   | Xbox Series, PlayStation 5 | Windows               |                             |
| TBA           | Відьмак IV                            |                            |                       |                             |
| DLC           |                                       |                            |                       |                             |
| 2015          | Відьмак 3: Дикий гін – Серця з каменю | Xbox One, PlayStation 4    | Windows               | Nintendo Switch             |
| 2016          | Відьмак 3: Дикий гін – Кров і вино    | Xbox One, PlayStation 4    | Windows               | Nintendo Switch             |
| Спінофи       |                                       |                            |                       |                             |
| 2007          | The Witcher: Crimson Trail            | —                          | —                     | Java ME                     |
| 2014          | Відьмак: Пригодницька гра             | —                          | Windows, macOS        | Android, iOS                |
| 2015          | The Witcher Battle Arena              | —                          | —                     | Android, iOS, Windows Phone |
| 2018          | ГВИНТ: Відьмацька карткова гра        | Xbox One, PlayStation 4    | Windows, macOS        | Android, iOS                |
| 2018          | Кровна війна: Відьмацькі історії      | Xbox One, PlayStation 4    | Windows               | Nintendo Switch             |
| 2021          | The Witcher: Monster Slayer           | —                          | —                     | Android, iOS                |
| 2022          | ГВИНТ: Маг-відступник                 | —                          | Windows               | Android, iOS                |

## Огляди

### Відьмак
| Гра                       | Середня оцінка Metacritic                         |
| ------------------------- | ------------------------------------------------- |
| Відьмак                   | 81/100                                            |
| Відьмак 2: Убивці королів | (PC/360) 88/100                                   |
| Відьмак 3: Дикий гін      | (PC) 93/100 (PS4) 92/100 (XBO) 91/100 (NS) 85/100 |

Серія відеоігор про Ґеральта з Рівії отримала загалом позитивний відгук як від критиків, так і від гравців.
Відьмак отримав переважно позитивні відгуки від критиків. Високі оцінки отримали сюжет, розгалуженість діалогів, доросла тематика, сетинг, елементи рольової гри, система рівнів та алхімії, а також головний персонаж, хоча бої, анімація пересування та час завантаження були піддані критиці.

### Відьмак 2: Убивці королів
Відьмак 2: Убивці королів була визнана кращою за свою попередницю з точки зору бойової механіки, кастомізації, графіки, оточення, занурення та розповіді. Основним джерелом критики була складність бою, особливо протягом перших кількох годин гри, та невиправдана нагота.

### Відьмак 3: Дикий гін
Відьмак 3: Дикий гін отримала загальне визнання критиків і гравців і була названа однією з найкращих ігор усіх часів. Похвалу отримали ігровий процес, сюжет, дизайн світу, бої, оригінальний саундтрек та візуальні ефекти, хоча вона і зазнала незначної критики через технічні проблеми.

## Продажі
До березня 2018 року було продано понад 33 мільйони примірників, а до травня 2020 року — понад 50 мільйонів примірників.